# Obrima pimaensis
Obrima pimaensis är en fjärilsart som beskrevs av Barnes och Benjamin 1925. Obrima pimaensis ingår i släktet Obrima och familjen nattflyn. Inga underarter finns listade i Catalogue of Life.